# Herman Lindell
Herman Gottfrid Lindell, född 20 april 1851 i Stockholm, död 7 februari 1926 i Ekenäs, var en finländsk företagsledare. 
Lindell flyttade 1860 till Finland och arbetade i drygt tjugo års tid som maskinist och kontorist på flera orter innan han 1890 tillsammans med en kompanjon grundade landets första specialaffär för artist- och ritmaterial. Företaget, som blev aktiebolag 1909 och fram till 1961 hette Oy Herman Lindell Ab, utvidgades i början av 1900-talet bland annat med en avdelning för kontorsartiklar; senare tillkom också en pappersavdelning och en fabrik för tillverkning av självhäftande etiketter och fotokopieringspapper.
Oy Lindell Ab var i början av 2000-talet en av landets ledande importörer och försäljare av kontorstillbehör. Företaget hade butiker på ett flertal större orter i landet och omkring 160 anställda (2003). I juli 2010 köptes Oy Lindell Ab, som då hade 103 anställda, av företaget Staples Inc., världens största leverantör av kontorsmaterial.